# Saint-Arcons-de-Barges
Saint-Arcons-de-Barges é uma comuna francesa na região administrativa de Auvérnia-Ródano-Alpes, no departamento de Alto Loire. Estende-se por uma área de 15,18 km². Em 2010 a comuna tinha 119 habitantes (densidade: 7,8 hab./km²).